# Federacja Niezależnych Twórców Filmowych
Federacja Niezależnych Twórców Filmowych jest niepaństwowym stowarzyszeniem twórców i realizatorów filmów powstających w celach niekomercyjnych. Zrzesza indywidualnych członków bez względu na przynależność do klubów filmowych. Jest członkiem Międzynarodowej Unii Filmu Niezależnego (UNICA).
w Polsce założyli 1 grudnia 1956 roku filmowcy amatorzy z całej Polski. W roku 1957 na kongresie w Rzymie Polska Federacja została przyjęta do Światowej Unii Filmu UNICA, członka UNESCO. W 1974 w Federacji zrzeszonych było 348 amatorskich klubów filmowych, a festiwale filmowe odbywały się w wielu miejscach Polski.
Federacja poza Festiwalami OKFA i Pol 8 organizowała w tym czasie konkursy tematyczne na przykład: turystycznych filmów morskich, „Fabuła”, „Publicystyka”, „Kochać Człowieka”, „Dozwolone do 21” i inne. Niektóre z nich – „Publicystyka”, „Kochać człowieka”, „Dozwolone do 21” – organizowane są do dzisiaj. Do najstarszych i najbardziej prestiżowych festiwali należy Ogólnopolski Konkurs Filmów Amatorskich OKFA, która od kilkunastu lat realizowana jest w Koninie. Do tych imprez z olbrzymimi tradycjami dochodzą co roku nowe wydarzenia, które federacja organizuje (jak np. OFF/ON Warszawa), współorganizuje (np. ZOOM w Jeleniej Górze), lub nad którymi patronuje (np. OFFCINEMA w Poznaniu). FTFN zorganizowała w Polsce trzy Światowe Festiwale Filmowe UNICA w 1975 w Toruniu, w 1997 i 2003 w Warszawie. Wszystkie zakończyły się dużymi sukcesami.
Działania federacji to nie tylko festiwale – to także szkolenia i warsztaty filmowe dla młodzieży (w Polsce i za granicą), dyskusje panelowe i inne formy zdobywania wiedzy o filmie. Dzięki niej polskie filmy biorą udział w wielu zagranicznych festiwalach filmowych na całym świecie. Najlepsze wysyłane są na prestiżowe Światowe Festiwale Filmów Niezależnych UNICA, które co roku odbywają się w innym kraju. Polskie filmy niezależne należą do światowej czołówki, zdobywając wiele nagród na międzynarodowych festiwalach filmowych.
Federacja ma wielu przyjaciół wśród profesjonalnych twórców filmowych, którzy uczestniczą w pracach jury naszych imprez oraz przekazują swoją wiedzę w czasie warsztatów, seminariów i dyskusji.
Od lat 90. Federacja Niezależnych Twórców Filmowych nie zrzesza już klubów filmowych – są stowarzyszeniem indywidualnych filmowców oraz miłośników kina. Członkami Federacji są zarówno młodzi filmowcy niezależni, nestorzy filmu amatorskiego, jak i organizatorzy najważniejszych festiwali filmów niezależnych organizowanych w Polsce.
Przewodniczącym Federacji w 1993 roku został Witold Kon.

## O Federacji
Federacja Amatorskich Klubów Filmowych jest członkiem Międzynarodowej Unii Filmu Niezależnego (UNICA) zrzeszonej w UNESCO; do UNICA należy blisko 40 krajów z całego świata. Wspiera niezależną twórczość filmową promując dzieła artystycznie: dojrzałe, wartościowe filmy dokumentalne, animowane, eksperymentalne; inspiruje i utrzymuje kontakty międzynarodowe, dąży do wymiany kulturalnej ludzi filmu całego świata. Szczególną troską otacza młode talenty zainteresowane twórczością filmową. Jest również swego rodzaju kadrowym zapleczem dla filmu profesjonalnego. Daje możliwość kontaktów z pasjonatami filmu niezależnego w kraju i za granicą oraz spotkań z twórcami i krytykami filmowymi. Umożliwia udział w krajowych i licznych międzynarodowych konkursach i festiwalach, włącznie z największą imprezą kina niezależnego – Światowym Festiwalem UNICA. Pomaga w uzyskaniu wiedzy i umiejętności niezbędnych do opanowania warsztatu filmowego. Umożliwia bezpłatną prenumeratę kwartalnika Federacji „Kino Niezależne”, korzystanie z archiwum filmowego (Kluby Filmowe mogą korzystać z archiwum filmowego UNICA mieszczącego się w Szwajcarii, posiadającego ponad pół tysiąca filmów z lat 1935–1998) oraz udział w seminariach i warsztatach filmowych organizowanych z udziałem znanych i wybitnych przedstawicieli filmowej profesji
Zgodnie ze statutem Federacji, jej członkiem może zostać twórca lub animator kultury. Przyjęcia do Federacji dokonuje Zarząd na podstawie deklaracji złożonej przez osobę zainteresowaną. Członkiem może zostać każdy zainteresowany po złożeniu deklaracji, opłaceniu jednokrotnego wpisowego oraz składki członkowskiej na bieżący rok kalendarzowy. Przynależność za pośrednictwem klubu filmowego zezwala na opłacenie składek zniżkowych.

## Festiwale
Federacja jest współorganizatorem festiwali: Ogólnopolskiego Konkursu Filmów Amatorskich OKFA w Koninie, Międzynarodowego Festiwalu Filmowego „Dozwolone do 21” oraz OFF/ON Warszawa Europejskiego Tygodnia Filmowego w Warszawie.
Patronuje Festiwalowi Publicystyka w Kędzierzynie Koźlu i Festiwalowi w Bieruniu.